# 石川貢
石川 貢（いしかわ みつぐ、1991年6月16日 - ）は、愛知県愛知郡東郷町出身の元プロ野球選手（外野手）。右投左打。

## 来歴・人物

### プロ入り前
東邦高校2年生の時、チームは夏の甲子園に出場したが、自身はベンチ入りしていなかった。3年生時の夏の第91回選手権大会は県大会で敗退し、甲子園出場経験は無い。
2009年のプロ野球ドラフト会議で、埼玉西武ライオンズから4巡目で指名。契約金3,500万円、年俸600万円（金額は推定）という条件で入団した。背番号は53。

### プロ入り後
2010年には、イースタン・リーグ公式戦でチーム最多の94試合に出場。225打数46安打、3本塁打、21打点、打率.204という成績を残した。
2011年には、8月にイースタン・リーグ公式戦18試合へ出場。73打数22安打、打率.301という好成績で、同リーグの月間MVPを受賞した。シーズン通算では、同リーグ公式戦83試合に出場。3本塁打、15打点、打率.260を記録したが、一軍公式戦への出場機会はなかった。
2012年には、4月10日の対東北楽天ゴールデンイーグルス戦（阪神甲子園球場）9回表に代打で一軍デビューを果たすと、4月15日の対オリックス・バファローズ戦（西武ドーム）では「8番・右翼手」として一軍初のスタメン起用。「8番・左翼手」でスタメンに起用された9月15日の対千葉ロッテマリーンズ戦（QVCマリンフィールド）で一軍初安打を放ったが、翌9月16日の同カードで死球を受けて右手を骨折。そのままシーズンを終えた。なお、イースタン・リーグの公式戦には94試合に出場。打席数416と打数380は、いずれもリーグで最も多かった。
2013年には、プロ入り後初めて、公式戦の開幕を一軍で迎えた。代打で途中から出場した4月6日の対オリックス戦（京セラドーム大阪）では、第3打席の適時打でプロ初打点を記録。一軍公式戦には、プロ入り後最多の16試合に出場するとともに、2盗塁を記録した。しかし、83試合に出場したイースタン・リーグ公式戦では、3本塁打を放ちながら打率が.204と低迷した。
2014年には、イースタン・リーグ公式戦でチーム最多の93試合に出場すると、28盗塁で盗塁王のタイトルを獲得した。一軍公式戦では3試合の出場で10打数無安打に終わったが、シーズン後には結婚している。
2015年には、イースタン・リーグ公式戦でチーム最多の96試合に出場。2本塁打、31打点、打率.257を記録した。また、6月29日に神宮球場で開かれた「侍ジャパン大学日本代表 対 NPB選抜」では、NPB選抜チームの「6番・左翼手」としてスタメンで出場。4打数2安打という成績を残した。しかし10月2日に球団から戦力外通告を受けたことを機に、現役を引退。引退後は、一般企業に就職している。

## 詳細情報

### 年度別打撃成績
| 年 度     | 球 団     | 試 合 | 打 席 | 打 数 | 得 点 | 安 打 | 二 塁 打 | 三 塁 打 | 本 塁 打 | 塁 打 | 打 点 | 盗 塁 | 盗 塁 死 | 犠 打 | 犠 飛 | 四 球 | 敬 遠 | 死 球 | 三 振 | 併 殺 打 | 打 率 | 出 塁 率 | 長 打 率 | O P S |
| --------- | --------- | ----- | ----- | ----- | ----- | ----- | -------- | -------- | -------- | ----- | ----- | ----- | -------- | ----- | ----- | ----- | ----- | ----- | ----- | -------- | ----- | -------- | -------- | ----- |
| 2012      | 西武      | 7     | 10    | 9     | 1     | 2     | 0        | 0        | 0        | 2     | 0     | 2     | 0        | 0     | 0     | 0     | 0     | 1     | 2     | 0        | .222  | .300     | .222     | .522  |
| 2013      | 西武      | 16    | 25    | 23    | 5     | 3     | 0        | 0        | 0        | 3     | 1     | 1     | 0        | 1     | 0     | 1     | 0     | 0     | 6     | 0        | .130  | .167     | .130     | .297  |
| 2014      | 西武      | 3     | 11    | 10    | 0     | 0     | 0        | 0        | 0        | 0     | 0     | 0     | 1        | 0     | 0     | 0     | 0     | 1     | 2     | 0        | .000  | .090     | .000     | .091  |
| 通算：3年 | 通算：3年 | 26    | 46    | 42    | 6     | 5     | 0        | 0        | 0        | 5     | 1     | 3     | 1        | 1     | 0     | 1     | 0     | 2     | 10    | 0        | .119  | .178     | .119     | .297  |

### 年度別守備成績
| 年 度 | 球 団 | 外野  | 外野  | 外野  | 外野  | 外野  | 外野     |
| 年 度 | 球 団 | 試 合 | 刺 殺 | 補 殺 | 失 策 | 併 殺 | 守 備 率 |
| ----- | ----- | ----- | ----- | ----- | ----- | ----- | -------- |
| 2012  | 西武  | 6     | 6     | 0     | 1     | 0     | .857     |
| 2013  | 西武  | 8     | 5     | 0     | 0     | 0     | 1.000    |
| 2014  | 西武  | 3     | 1     | 0     | 0     | 0     | 1.000    |
| 通算  | 通算  | 17    | 12    | 0     | 1     | 0     | .923     |

### 記録
- 初出場：2012年4月10日、対東北楽天ゴールデンイーグルス1回戦（阪神甲子園球場）、9回表に米野智人の代打として出場
- 初打席：同上、青山浩二から二塁ゴロ
- 初先発出場：2012年4月15日、対オリックス・バファローズ1回戦（西武ドーム）、8番・右翼手として先発出場
- 初盗塁：同上、5回裏に二盗（投手：木佐貫洋、捕手：伊藤光）
- 初安打：2012年9月15日、対千葉ロッテマリーンズ20回戦（QVCマリンフィールド）、2回表にダグ・マシスから左前安打
- 初打点：2013年4月6日、対オリックス・バファローズ2回戦（京セラドーム大阪）、8回表に岸田護から中前適時打

### 背番号
- 53 （2010年 - 2015年）

### 登場曲
- 「FIGHTERS」三代目J Soul Brothers
- 「THE SHOW MUST GO ON」AK-69